# The Shirt Factory
The Shirt Factory är ett svenskt textilföretag med huvudkontor i Stockholm. Bolaget grundades 1988 av guldknappsbelönade  Linnéa Braun som även var chefsdesigner. Verksamheten är helt inriktad på design och försäljning av herr- och damskjortor som säljs i fem egna butiker i Sverige, webbshop och via flera butikskedjor. The Shirt Factory omsätter cirka 50 miljoner kronor. Företaget är idag ett dotterbolag inom madHat koncernen som omsätter cirka 900 miljoner kronor, och är inriktat på onlinehandel. 

## Linnéa Braun
Efter avslag på sin ansökan till Beckmans konstruerade Linnéa Braun en skjorta som skulle fungera som arbetsprov till nästa ansökan. Skjortan visade sig dock bli en försäljningssuccé och Braun blev istället erbjuden arbete som designer. 1980 startade Linnéa Braun varumärket X-it. Fem år senare belönades hon med Damernas världs designpris Guldknappen för sitt arbete med X-it. En flygaroverall från X-it ingår i Moderna Museets samlingar.